# Соляні промисли Передкарпаття

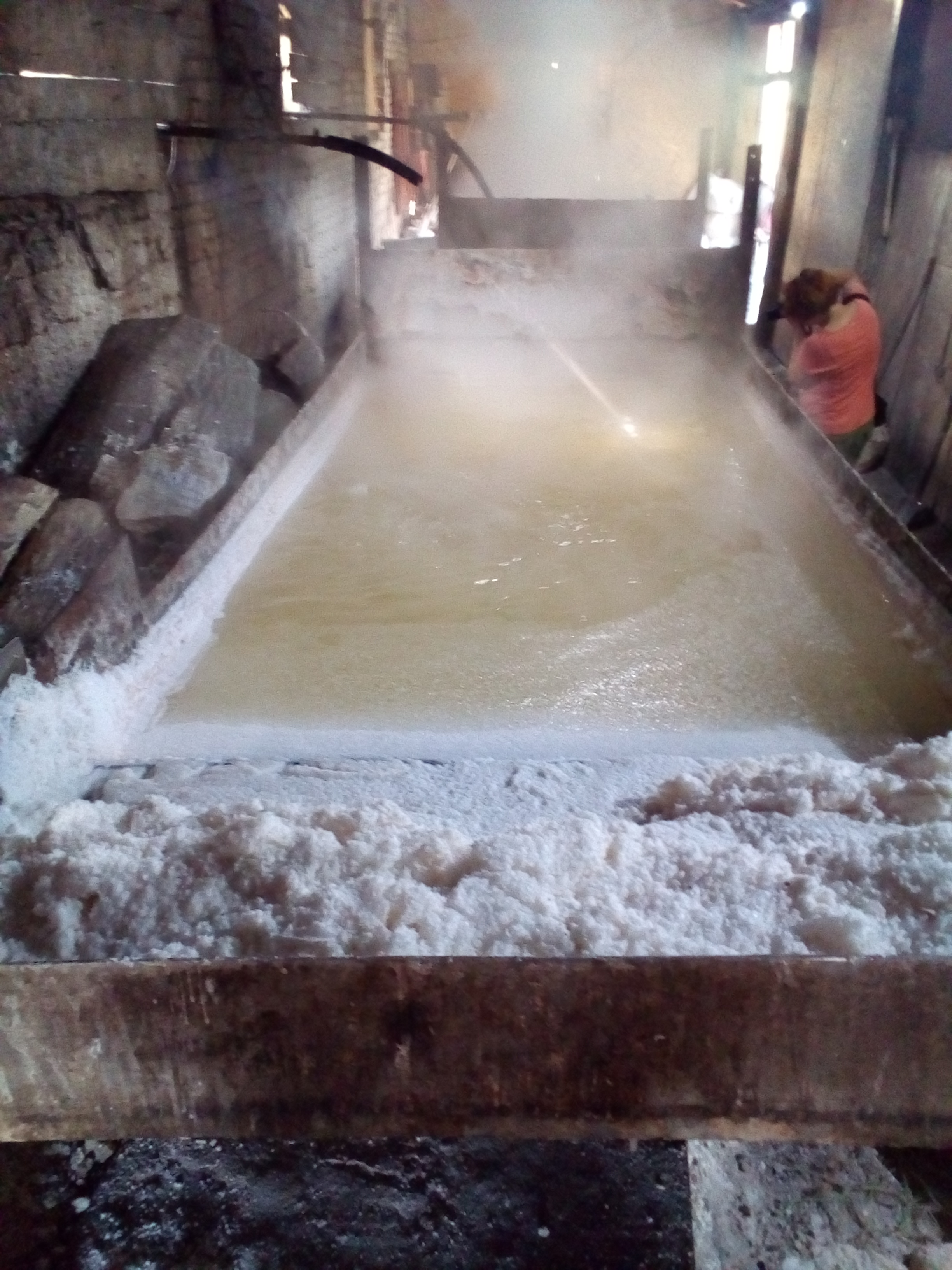
Чрени виварювання солі. Дрогобицький солевиварювальний завод

Соляні промисли Передкарпаття

## Історія
1292 року галицько-волинський князь Лев Данилович у Лаврові та Старій Солі заснував монастир (згодом василіянський). Через кілька років ченці, копаючи колодязь, замість води виявили соляну ропу. З неї вони почали видобувати сіль, випарюючи її у горщиках, а згодом — у невеликих казанах. Так почалася історія солеварень у підгір'ях Карпат (див. Дрогобицький солевиварювальний завод).

Лист-артефакт 1567 року. Позов возного з Дрогобича Альберта до Перемишлянського міського суду у справі зловживань на солепромислах Модричі, Трускавець, Солець. Музей нафти у Бориславі.

У середині XVI ст., як свідчать документи, комплекс королівських солеварень у на Підкарпатті охоплював 10 колодязів (3 — у Старій Солі, 3 — у Дрогобичі, 2 — у Колпці (зараз частина м. Стебник) і Модричах, 2 — у Котові). Лише на Самбірщині у середині XVI ст. діяли три королівські солеварні (жупи) — у Котові, Ясениці Зворицькій та Нагуєвичах. Крім того, існувало понад 60 приватних малих солеварень. Саме у той час у Європі, зокрема у Червоній Русі, у гірничій справі впровадили важливі вдосконалення: були створені гірничі виробітки для розвідки корисних копалин і їх експлуатації, поставлено до ладу канатно-ударну техніку буріння, почали використовувати кінний привод з передачами для підйому із шахти розсолу, систему водопостачальних і водовідливних пристроїв (труби, жолоби, підземні штольні).

## Техніка та технологія
Солеварня містила власне колодязь (свердловину, «вікно») з соляною ропою, варниці або бані — спеціальні споруди із гостроверхою шатроподібною надбудовою-вежею, через яку виводився димар для створення тяги. Готову сіль складували у спеціальних приміщеннях. На Старосільській жупі 1559 року діяла також цегельня, яка постачала цеглу для печей.
Варили сіль спершу в казанах, згодом у плоских черенах, варницях (сковородах). Праця на солепромислі взагалі була спеціалізованою. Виділяли «землекопів» або «гірників», які власне проходили свердловину («вікно») до соляної ропи — цей процес міг тривати цілий рік і був вельми коштовним. Канатники і водопровідники слідкували за технологічним устаткуванням (канатами, трубами), мали їх певний запас. Сіль випарювали зваричі. Бочки для готової солі виготовляли бондарі. Нагляд і дрібний ремонт інструментарію здійснював слюсар (faber). Ремісники наймалися для ремонту дерев'яних кріплень гірничих виробок (зокрема, колодязів, шахт), кератів, печей, приміщень і будівель. Пакували сіль «лопатники». Була навіть професія закупорювальника завантажених сіллю бочок спеціальними чопами — її здійснювали «свердлильники». Крім того, були заготівельники дров (палива для випарювальних печей). Допоміжний персонал: конюхи, перенощики солі, погоничі кератних коней і т.і.
Станом на 2019 р. старовинна технологія збереглася в ДП «Солевиварювальний Дрогобицький завод».

## Продуктивність
Продуктивність таких солеварень була на той час досить високою. Збереглися записи, що за тиждень (6 днів) на чані виробляли 16 бочок грудкової солі.